# Sociedad Deportiva Itxako
Sociedad Deportiva Itxako ou SD Itxako est un ancien club espagnol de handball basé à Estella-Lizarra, en Navarre, fondé en 1990. Le club a évolué au plus haut niveau national, la Liga Honor entre 2000 et 2013, remportant quatre titres consécutifs entre 2009 et 2012.
Toutefois, à la suite du retrait de son principal sponsor en 2011, le club est en proie à d'importants problèmes financiers qui conduisent le club en 2012 à se séparer de nombreuses joueuses et à renoncer à participer à la Ligue des champions, puis en 2013 à renoncer à engager une équipe en championnat d'Espagne

## Palmarès
Compétitions internationales
- Coupe de l'EHF
  - Vainqueur (1) : 2009
  - Finaliste (1) : 2008
- Ligue des champions
  - Finaliste (1) : 2011

Compétitions nationales
- Championnat d'Espagne
  - Vainqueur (4) : 2009, 2010, 2011 et 2012
  - Vice-champion (1) : 2008
- Coupe de la Reine (3) : 2010, 2011, 2012
- Supercoupe d'Espagne (3) : 2010, 2011, 2012
- Finaliste de la Coupe ABF en 2004

## Joueuses célèbres
- Macarena Aguilar
- Nely Carla Alberto
- Jessica Alonso
- / Alexandrina Barbosa
- Andrea Barnó
- Svetlana Bogdanova
- Marion Callavé (2008-2009)
- Deonise Cavaleiro
- Verónica Cuadrado
- Véronique Démonière (2002-2003 et 2005-2006)
- Begoña Fernández
- Simona Gogîrlă
- Lee Sang-eun
- Carmen Martín
- Mirjana Milenković
- Silvia Navarro
- Nerea Pena
- Elisabeth Pinedo
- Silvia Pinheiro (2007-2009)
- Emilia Toureï
- Raphaëlle Tervel
- Maja Zebić